# Campionati italiani di winter triathlon
La Federazione Italiana Triathlon organizza annualmente dal 1999 i 'Campionati italiani di winter triathlon.

## Albo d'oro

### Uomini
| Edizione | Anno | Oro                   | Argento              | Bronzo               |
| -------- | ---- | --------------------- | -------------------- | -------------------- |
| I        | 1999 | Paolo Riva            | Alberto Gerardini    | Marco Abbà           |
| II       | 2000 | Paolo Riva (2)        | Anton Steiner        | Oswald Weisenhorn    |
| III      | 2001 | Paolo Riva (3)        | Anton Steiner        | Oswald Weisenhorn    |
| IV       | 2002 | Alessandro Degasperi  | Oswald Weisenhorn    | Anton Steiner        |
| V        | 2003 | Oswald Weisenhorn     | Luca Bonazzi         | Daniel Antonioli     |
| VI       | 2004 | Luca Bonazzi          | Anton Steiner        | Daniel Antonioli     |
| VII      | 2005 | Daniel Antonioli      | Alessandro Degasperi | Giuseppe Lamastra    |
| VIII     | 2006 | Daniel Antonioli (2)  | Oswald Weisenhorn    | Anton Steiner        |
| IX       | 2007 | Daniel Antonioli (3)  | Oswald Weisenhorn    | Peter Viana          |
| X        | 2008 | Daniel Antonioli (4)  | Oswald Weisenhorn    | Peter Viana          |
| XI       | 2009 | Daniel Antonioli (5)  | Peter Viana          | Oswald Weisenhorn    |
| XII      | 2010 | Daniel Antonioli (6)  | Giuseppe Lamastra    | Thomas Niederegger   |
| XIII     | 2011 | Daniel Antonioli (7)  | Walter Polla         | Pierpaolo Macconi    |
| XIV      | 2012 | Daniel Antonioli (8)  | Alberto Comazzi      | Claudio Consagra     |
| XV       | 2013 | Giuseppe Lamastra     | Alberto Comazzi      | Mattia De Paoli      |
| XVI      | 2014 | Alberto Comazzi       | Giuseppe Lamastra    | Daniel Antonioli     |
| XVII     | 2015 | Daniel Antonioli (9)  | Giuseppe Lamastra    | Guido Ricca          |
| XVIII    | 2016 | Daniel Antonioli (10) | Giuseppe Lamastra    | Walter Polla         |
| XIX      | 2017 | Giuseppe Lamastra (2) | Alessandro Saravalle | Luca Alladio         |
| XX       | 2018 | Giuseppe Lamastra (3) | Daniel Antonioli     | Alessandro Saravalle |
| XXI      | 2019 | Daniel Antonioli (11) | Giuseppe Lamastra    | Lorenzo Romano       |
| XXII     | 2020 | Giuseppe Lamastra (4) | Franco Pesavento     | Alessandro Saravalle |
| XXIII    | 2021 | Franco Pesavento      | Daniel Antonioli     | Alessandro Saravalle |
| XXIV     | 2022 | Franco Pesavento (2)  | Alessandro Saravalle | Manuel Bortolas      |

### Donne
| Edizione | Anno | Oro                   | Argento              | Bronzo              |
| -------- | ---- | --------------------- | -------------------- | ------------------- |
| I        | 1999 | Maria Canins          | Maria Paola Torcutto | Mariagiulia Canello |
| II       | 2000 | Simonetta Genesio     | Barbara Folie        | Maria Angioni       |
| III      | 2001 | Martina Dogana        | Valentina Tauceri    | Barbara Pedretti    |
| IV       | 2002 | Martina Dogana (2)    | Paola Giacomelli     | Stefania Bonazzi    |
| V        | 2003 | Stefania Bonazzi      | Silvia Giovanna      | Cristina Cominardi  |
| VI       | 2004 | Stefania Bonazzi (2)  | Giuliana Lamastra    | Veronica Chiusole   |
| VII      | 2005 | Stefania Bonazzi (3)  | Giuliana Lamastra    | Silvia Giovanna     |
| VIII     | 2006 | Giuliana Lamastra     | Stefania Bonazzi     | Cristina Clerico    |
| IX       | 2007 | Giuliana Lamastra (2) | Michela Benzoni      | Stefania Bonazzi    |
| X        | 2008 | Giuliana Lamastra (3) | Stefania Bonazzi     | Germaine Roulet     |
| XI       | 2009 | Giuliana Lamastra (4) | Stefania Bonazzi     | Laura Mazzucco      |
| XII      | 2010 | Stefania Bonazzi (4)  | Laura Mazzucco       | Patrizia Dorsi      |
| XIII     | 2011 | Enrica Perico         | Laura Mazzucco       | Giuliana Lamastra   |
| XIV      | 2012 | Enrica Perico (2)     | Federica Ferrari     | Giuliana Lamastra   |
| XV       | 2013 | Chiara Novelli        | Enrica Perico        | Federica Ferrari    |
| XVI      | 2014 | Greta Vettorata       | Roberta Gasparini    | Chiara Novelli      |
| XVII     | 2015 | Roberta Gasparini     | Chiara Novelli       | Daniela Da Forno    |
| XVIII    | 2016 | Chiara Novelli (2)    | Roberta Gasparini    | Giuliana Lamastra   |
| XIX      | 2017 | Chiara Novelli (3)    | Giuliana Lamastra    | Camilla Magliano    |
| XX       | 2018 | Sandra Mairhofer      | Bianca Morvillo      | Chiara Novelli      |
| XXI      | 2019 | Sandra Mairhofer (2)  | Bianca Morvillo      | Chiara Novelli      |
| XXII     | 2020 | Sandra Mairhofer (3)  | Federica Ferrari     | Ambra Corolla       |
| XXIII    | 2021 | Sandra Mairhofer (4)  | Roberta Fedeli       | Sandra De Luca      |
| XXIV     | 2022 | Sandra Mairhofer (5)  | Martina Stanchi      | Elisa Presa         |

## Edizioni
| Ed.   | Anno | Sede         | Regione               |
| ----- | ---- | ------------ | --------------------- |
| I     | 1999 | Piancavallo  | Friuli-Venezia Giulia |
| II    | 2000 | Courmayeur   | Val d'Aosta           |
| III   | 2001 | Formazza     | Piemonte              |
| IV    | 2002 | Recoaro      | Veneto                |
| V     | 2003 | Bergamo      | Lombardia             |
| VI    | 2004 | Campodolcino | Lombardia             |
| VII   | 2005 | Campodolcino | Lombardia             |
| VIII  | 2006 | Flassin      | Valle d'Aosta         |
| IX    | 2007 | Entracque    | Piemonte              |
| X     | 2008 | Flassin      | Val d'Aosta           |
| XI    | 2009 | Entracque    | Piemonte              |
| XII   | 2010 | Valgrisanche | Val d'Aosta           |
| XIII  | 2011 | San Candido  | Trentino-Alto Adige   |
| XIV   | 2012 | Valgrisanche | Val d'Aosta           |
| XV    | 2013 | Carcoforo    | Piemonte              |
| XVI   | 2014 | Campodolcino | Lombardia             |
| XVII  | 2015 | Tarvisio     | Friuli-Venezia Giulia |
| XVIII | 2016 | Cogne        | Val d'Aosta           |
| XIX   | 2017 | Campodolcino | Lombardia             |
| XX    | 2018 | Asiago       | Veneto                |
| XXI   | 2019 | Entracque    | Piemonte              |
| XXII  | 2020 | Cogne        | Val d'Aosta           |
| XXIII | 2021 | Asiago       | Veneto                |
| XXIII | 2022 | Cogne        | Val d'Aosta           |